# Ehrenreich Hannibal
Ehrenreich Hannibal (* 9. April 1678 in Stockholm; † 13. März 1741 in Clausthal) war ein schwedisch-deutscher Münzstempelschneider, Siegelschneider und Kupferstecher und galt als einer der besten Medailleure seiner Zeit.

## Leben

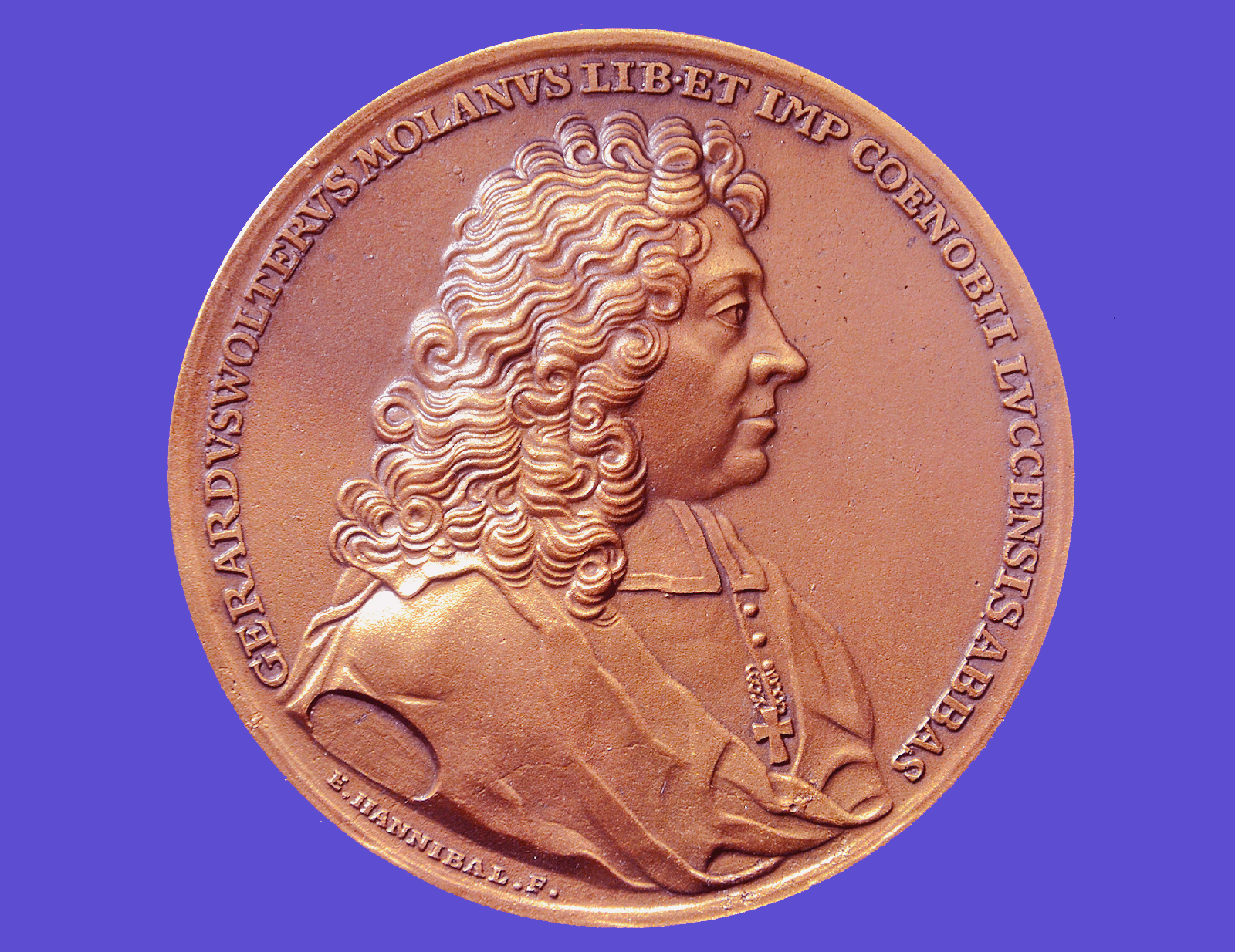
Sterbemedaille auf den Tod des Loccumer Abtes Gerhard Wolter Molanus (1633–1722), dem Begründer der Münzsammlung der Welfen;
Replik von Harry Maximilian Buchberger für die Nord/LB, ausgestellt im Niedersächsischen Münzkabinett im Niedersächsischen Landesmuseum

Ehrenreich (Erich) Hannibal wuchs als Sohn des in Stockholm tätigen Malers Martin Hannibal sowie der Christina Lente auf. Vermutlich ging er in Schweden in die Lehre, erarbeitete dort jedoch „nicht viel“, sondern begab sich bald auf die Wanderschaft, nach der er in das wenige Jahre zuvor 1692 zum Kurfürstentum Braunschweig-Lüneburg erhobenen Herrschaftsgebiet zog, wo er unter Georg I. Ludwig in dessen Dienste trat und hier zunächst seine Kunstfertigkeiten vervollkommnete, bevor er 1705 oder 1706 zum kurfürstlichen „Stempelschneider“ (Medailleur) mit einem Jahresgehalt von 200 Talern bestellt wurde. So finanziell abgesichert, heiratete Hannibal am 12. Mai 1707 Anna (auch: Anna Maria Hollingin), die Tochter des in der Calenberger Neustadt und dort in der Calenberger Straße ansässigen Hofgoldschmiedes Conrad Hölling. Das erste Kind aus dieser Ehe war der am 17. Februar 1708 getaufte Martin Conrad Hannibal.
In der kurfürstlichen Residenzstadt Hannover schuf Ehrenreich Hannibal aber nicht nur Medaillen, sondern beispielsweise auch einen sechsarmigen, silbernen Kronleuchter nach einem Entwurf von Jean Berain. Darüber hinaus fertigte er auch Kupferstiche.
Ehrenreich schuf die Medaille (mit der Jahreszahl 1714) zum Tode von Sophie mit einem Brustbild der Kurfürstin und dem von ihr geliebten „jardin à la Leine“. Mit einer noch im selben Jahr gefertigten Medaille mit dem nunmehrigen King George I. auf dem Thron von England, davor die Britannia, setzte Hannibal dem Beginn der Personalunion zwischen Großbritannien und Hannover ein Denkmal.
Im Folgejahr 1715, konkret zunächst „[…] bis Weihnachten 1715 […]“, erhielt Ehrenreich Hannibal zusätzlich die Stellung eines Münz-Eisenschneiders an der Clausthaler Münzstätte im Harz. Wenngleich Ehrenreich in den Kammerrechnungen des Kurfürstentums Hannover bis 1727/28 nachweisbar ist, war er auch für andere Herrschaften tätig, so beispielsweise für das Kurfürstentum Köln, das Königreich Preußen, die Landgrafschaft Hessen-Darmstadt, das Fürstentum Braunschweig-Wolfenbüttel und die Hansestadt Hamburg und verschiedene andere.
Nach Ehrenreichs Tod 1741 folgte ihm sein Sohn Martin an der Münzstätte in Clausthal.

## Künstlersignatur
Während in verschiedenen Büchern über Münzen, aber auch auf Kupferstichen Hannibals selbst das Monogramm E. H. der erste Buchstabe mitunter fälschlicherweise als ein F. gedeutet wurde, existieren daneben zahlreiche Varianten der Signatur aus E. Hannibal und f. bzw. fecit.

## Werke (Auswahl)
Neben mehreren Kupferstichen sind vor allem zahlreiche Medaillen Hannibals bekannt, die sich nahezu sämtlich in der Königlichen Münz- und Medaillensammlung der Welfen fanden:
- 1705: Medaille auf die Einweihung der Kirche von Schloss Blankenburg; Abbild des betenden Erzvaters Jakob[6]
- 1706: Medaille für Sophie Dorothea von Hannover, seit der Hochzeit mit dem „Soldatenkönig“ Friedrich Wilhelm I. zugleich Königin von Preußen. Zwei verschiedenen Medaillen zur Vermählung Sophies mit Friedrich Wilhelm finden sich auch im Münzkabinett der Staatlichen Museen zu Berlin (Preußischer Kulturbesitz)[13]
- 1710: Medaille zur Erteilung des Erbschatzmeister-Amtes des Heiligen Römischen Reiches an Georg I. Ludwig; auf der einen Medaillenseite das Bildnis des Kurfürsten, auf der anderen die Kaiserkrone[6]
- 1714:
  - Medaille zum Tode von Kurfürstin Sophie mit einem Brustbild und dem Großen Garten[12]
  - Medaille mit König Georg I. Ludwig auf dem englischen Thron, vor ihm die Britannia[6]
- 1717: Medaille zum 200-jährigen Jubiläum der Einführung der Reformation in Hamburg[6]
- 1719, zum 100-jährigen Jubiläum der Gründung der Hamburger Bank:[6] bild- und inhaltsreicher Portugaleser in Silber. Da der Stempel der einen Seite nach einigem Gebrauch bis 1728 abgenutzt war, reproduzierte der Stempelschneider Rudolph Philipp Wahl den einen Stempel.[14]
- 1722: Medaille auf den Tod von dem Loccumer Abt Gerhard von Molanus[6]
- 1727: Medaille mit dem Brustbild von Carolina anlässlich der Erhebung zur Königin von Großbritannien und Kurfürstin von Hannover; auf dem Revers die Abbildung der Juno mit einem Pfau anstelle einer Gans[6]
- 1730 (durch den Hamburger Magistrat): Medaille zum 200-jährigen Jubiläum der Übergabe der Augsburger Konfession[6]
- 1731:
  - Medaille auf die sogenannte „Wiener Allianz“, dem Vertrag von Wien von 1731 zwischen der Habsburgermonarchie unter Karl VI. und dem Königreich Großbritannien unter König Georg II., mit dem Brustbild des britischen Herrschers und Neptun auf dem Meer[6]
  - Medaille auf den Tod von August Wilhelm, Fürst von Braunschweig-Wolfenbüttel[6]
- 1734: Medaille zum Bau der unter Georg II. errichteten staatlichen Schleuse Hameln, auf dem Revers die Abbildung der Stadt Hameln mit der neuen Schleuse, Umschrift: Commercium Visurgis restitutum[6][15]
- 1735: Medaille auf den Tod von Ludwig Rudolf, Fürst von Braunschweig-Wolfenbüttel[6]
- 1737:
  - [16] Medaille auf die Stiftung der Universität Göttingen[6]
  - Medaille mit dem Bildnis von Clemens August von Bayern, Erzbischof und Kurfürst von Köln; mit der Schlange am Baum[6]
- um 1765: Medaille der Patriotischen Gesellschaft zu Hamburg, mit dem Brustbild des Sokrates[6]
- um 1778: Medaille zur Erhebung Ernst Ludwigs zum Landgrafen von Hessen-Darmstadt, auf der einen Seite mit einem Löwen dargestellt, auf der anderen mit einem Eisvogel[6]

sowie
- Sechsarmiger silberner Kronleuchter nach einem Entwurf von Jean Berain, später im Besitz von König Ernst August auf Schloss Marienburg[1][11]